# ハートをWASH!
『ハートをWASH!』（ハートをウォッシュ）は、永井真理子の13枚目のシングル。1991年4月24日にファンハウスよりリリースされた。

## 概要
前作「ZUTTO」から半年ぶりのシングル。『邦ちゃんのやまだかつてないテレビ』オープニングテーマに使用された（1991年4月 - 9月）。永井のシングルでは売上が2番目。

## 収録曲
全編曲：根岸貴幸
1. ハートをWASH!(3:53)
  - 作詞：浅田有理　作曲：北野誠
2. ”OK!”(4:32)
  - 作詞：亜伊林　作曲：佐藤健
  - オリジナル・アルバム未収録。

## 楽曲の収録作品
| 発売日         | タイトル                                                   |
| -------------- | ---------------------------------------------------------- |
| 1991年6月26日  | WASHING                                                    |
| 1992年10月31日 | 1992 Live in Yokohama Stadium                              |
| 1997年6月21日  | ZUTTO〜Ever Lasting Collection〜                           |
| 2005年4月20日  | GOLDEN☆BEST 永井真理子                                     |
| 2009年8月19日  | colorful～TV バラエティ・ヒッツ～                          |
| 2011年7月6日   | サマートレジャー                                           |
| 2011年8月17日  | ゴールデン☆ベスト 永井真理子 -complete singles collection- |
| 2012年7月18日  | 歌姫～BEST J-POP セカンド・ステージ～                      |
| 2014年6月25日  | Endless Summer -For A Long Vacation-                       |